# Антипец, Борис Фёдорович
Борис Фёдорович Антипец (род. 1941) — старший чабан колхоза «Ленинский путь» Дубовского района Ростовской области. Полный кавалер ордена Трудовой Славы. Почётный гражданин Ростовской области (2022).

## Биография
Борис Фёдорович Антипец родился в 1941 году в селе Городец Ровенской области. С 1959 года проживал и работал в Дубовском районе. Трудовой путь начал чабаном в местном колхозе «Ленинский путь», там же потом работал старшим чабаном на овцеферме.
За короткий период Борис Фёдорович освоил профессию животновода. Вскоре стал получать наибольший приплод с одной овцы, добиваться лучших показателей по сдаче государству шерсти и мяса, неоднократно был победителем лидером в соревновании.
Его добросовестный труд был отмечен Почетными грамотами, призами, ценными подарками. Его фотография несколько лет была представлена на доске Почета лучших тружеников Дубовского района.
В это время Б. Ф. Антипец ежегодно выращивал по 115—120 ягнят на 100 овцематок, а его коллектив неизменно был лидером в хозяйстве по настригу шерсти и производству баранины.
В 1976 году за успехи во Всесоюзном социалистическом соревновании, проявленную трудовую доблесть в выполнении планов и обязательств по увеличению производства и продажи государству продуктов земледелия и животноводства Борис Федорович был награждён орденом Трудовой Славы III степени, в 1985 году — орденом Трудовой Славы II степени, а в 1991 году — орденом Трудовой Славы I степени (полный кавалер ордена). Его многолетний труд был отмечен также медалью «В честь 60-летия СССР», медалью ордена «За заслуги перед Ростовской областью», Почетной грамотой администрации Ростовской области.
Более тридцати лет он посвятил почетному труду животновода, любит бескрайние степи юго-востока нашей области и особенно молодой приплод овец. В течение всей своей трудовой деятельности и на пенсии Б. Ф. Антипец передает свой производственный и жизненный опыт молодым работникам, принимает участие в общественной жизни колхоза и села.
Сегодня Борис Фёдорович проживает в хуторе Ериковский Дубовского района, пользуется большим авторитетом у местных жителей.